# ناحیه تان فو، دونگ نای
ناحیه‌تان فو، دونگ نای (به لاتین: Tân Phú District, Đồng Nai) یک منطقهٔ مسکونی در ویتنام است که در جنوب شرقی ویتنام واقع شده‌است.

## خصوصیات
ناحیه‌تان فو ۷۷۴ کیلومترمربع مساحت و ۱۶۴٬۳۶۶ نفر جمعیت دارد.